# میلاد علیرضایف
میلاد علیرضایف (به روسی: Милад Алирзаев، آوانگاری: زادهٔ ۱۳ ژوئن ۱۹۹۸) یک کشتی‌گیر فرنگی‌کار اهل کشور روسیه است.